# Józef Bałka
Józef Bałka (ur. 1929, zm. 6 lipca 2010 w Chełmie) – polski nauczyciel, więzień polityczny okresu stalinowskiego.

## Życiorys
25 maja 1949 został aresztowany za wygłoszenie, kilkanaście dni wcześniej w czasie lekcji fizyki w Gimnazjum Mechanicznym w Chełmie, prawdy o zbrodni katyńskiej. W sierpniu tegoż roku skazany na karę 3 lat pozbawienia wolności, którą odbywał m.in. w Lublinie i Rawiczu, pracując w kamieniołomach. Po zwolnieniu bezskutecznie poszukiwał przez kilka miesięcy zatrudnienia. Został następnie wcielony na dwa lata do wojska i skierowany do pracy w kopalni. Od połowy lat 50. pracował jako dozorca, następnie w zawodzie nauczyciela w szkole budowlanej i jako wiceprezes spółdzielni rzemieślniczej.
Prezydent Lech Kaczyński miał wspomnieć jego osobę w przemówieniu na uroczystościach w Katyniu 10 kwietnia 2010, na które nie dotarł, ginąc w wypadku lotniczym.